# 瀬上駅
瀬上駅（せのうええき）は、福島県福島市瀬上町にある阿武隈急行線の駅。キャッチフレーズは、「りんごの里」。

## 歴史
- 1988年（昭和63年）7月1日：開業[1][2]。

## 駅構造
相対式ホーム2面2線の地上駅である。ホーム上には構内踏切や跨線橋が設置されておらず、反対側のホームへ向かうには一度ホームを降り、市道側の線路下をくぐらなければならない。
丸森線建設当初から貨物列車などの長大編成列車を交換させる予定があったため、現在のホームから相当離れた場所に、安全側線用地が存在する。

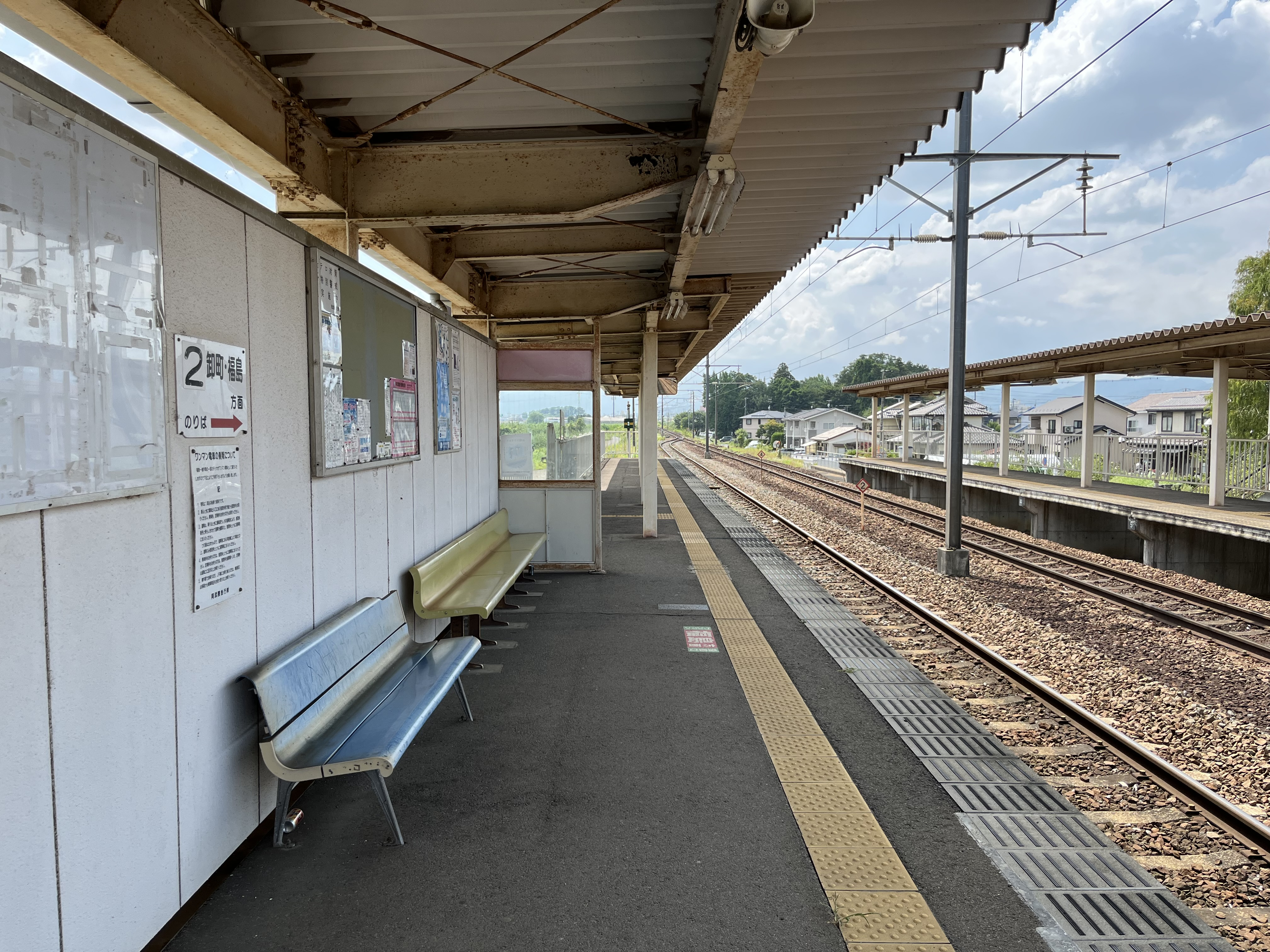
ホーム（2023年8月）

## 利用状況
- 阿武隈急行 - 2016年度の1日平均乗車人員は、162人である[3]。
- 近年の乗車人員は以下の通りである（いずれも1日平均）。

| 乗車人員推移 | 乗車人員推移     |
| 年度         | 一日平均乗車人員 |
| ------------ | ---------------- |
| 2000         | 192              |
| 2001         | 178              |
| 2002         | 173              |
| 2003         | 156              |
| 2004         | 156              |
| 2005         | 156              |
| 2006         | 156              |
| 2007         | 156              |
| 2008         | 151              |
| 2009         | 156              |
| 2010         | 148              |
| 2011         | 137              |
| 2012         | 156              |
| 2013         | 170              |
| 2014         | 173              |
| 2015         | 169              |
| 2016         | 162              |

## 駅周辺
付近は住宅街だが、工業団地も近い。おもに駅の北部に住宅地、南部に工業団地やリンゴ畑が広がる。
- 阿武隈川
- 青柳神社
- 国道4号

## 隣の駅
阿武隈急行
■阿武隈急行線
福島学院前駅 - 瀬上駅 - 向瀬上駅